# Divadlo rozmanitostí
Le Divadlo rozmanitostí (littéralement en français Théâtre de la Diversité ou des Variétés) est un théâtre de marionnettes fondé en 1987, dépendant du Théâtre municipal de Most. Il est situé dans le centre culturel Máj, rue Topolova à Most.

## Histoire
La troupe de marionnettes est fondée en 1987. De nombreux de ses membres sont issus de la troupe de théâtre amateur Loutka, active depuis longtemps à Litvínov. Le plus grand mérite pour la formation de l'ensemble revient au directeur du théâtre de l'époque, Jaromír Šnajdr, et au directeur artistique Jiří Středa.
La première création de l'ensemble du Théâtre, le 9 octobre 1987, est la pièce Tak povidej, composée de deux contes de fées de Hans Christian Andersen Les Habits neufs de l'empereur et La Princesse au petit pois, réalisés par Jiří Středa. Parce qu'à cette époque le bâtiment du Centre culturel et social Máj est encore en cours d'adaptation aux besoins du Théâtre de la Diversité, l'ensemble est invité à la Maison culturelle des mineurs et des travailleurs de l'énergie de Most dans la salle de théâtre Divadélko Pod koulí. Le bâtiment Mája commence à servir de théâtre le 15 décembre 1988 .
Le Théâtre de la Diversité a également collaboré sur plusieurs projets communs avec le Théâtre municipal de Most. Des marionnettistes et des comédiens ont joué ensemble sur la scène du bâtiment principal dans les productions  Anička Skřítek a Slaměný Hubert, O důmyslném rytíři Donu Quijotovi de la Mancha et Hobit.
Au cours de la saison 1996/1997, le directeur artistique fondateur Jiří Středa est remplacé par Antonín Klepáč. Il a dû créer un ensemble complètement nouveau, car la plupart des membres de l'ensemble précédent sont partis pour le nouveau Théâtre de Litvínov (Docela velké divadlo (cs)).
La majeure partie du répertoire du Théâtre de la Diversité est constituée de contes de fées pour enfants, mais des pièces de chambre pour adultes sont également jouées sur sa scène au centre Máj. 